# Тисовци
Тисовци су насељено мјесто у општини Вареш, Босна и Херцеговина.

## Становништво
|             | 2013.       | 1991.        |
| Укупно      | 41 (100,0%) | 153 (100,0%) |
| Хрвати      | 41 (100,0%) | 139 (90,85%) |
| Југословени | –           | 12 (7,843%)  |
| Бошњаци     | –           | 1 (0,654%)1  |
| Срби        | –           | 1 (0,654%)   |

1. 1 На пописима од 1971. до 1991. Бошњаци су пописивани углавном као Муслимани.